# Râul Șes, Râul Mare
Râul Șes este un curs de apă, primul afluent de stânga al Râului Mare, afluent al râului Strei. 

## Generalități hidrografice
Râul Șes are nouă afluenți de stânga, râurile Mlăcile, Sălătruc, Șcheiu, Mătania, Baicu, Corciova, Bloju, Zeicu, Tomeasa și cinci afluenți de dreapta, Tucila, Pârâul Morii, Izvorul Morarului, Gugu, Merila.

## Hărți
- Harta Munților Poiana Ruscă  Arhivat în 12 martie 2010, la Wayback Machine.
- Harta Munților Retezat  Arhivat în 10 iulie 2012, la Wayback Machine.
- Harta județului Hunedoara